# Friedrich Carl Fugger von Babenhausen

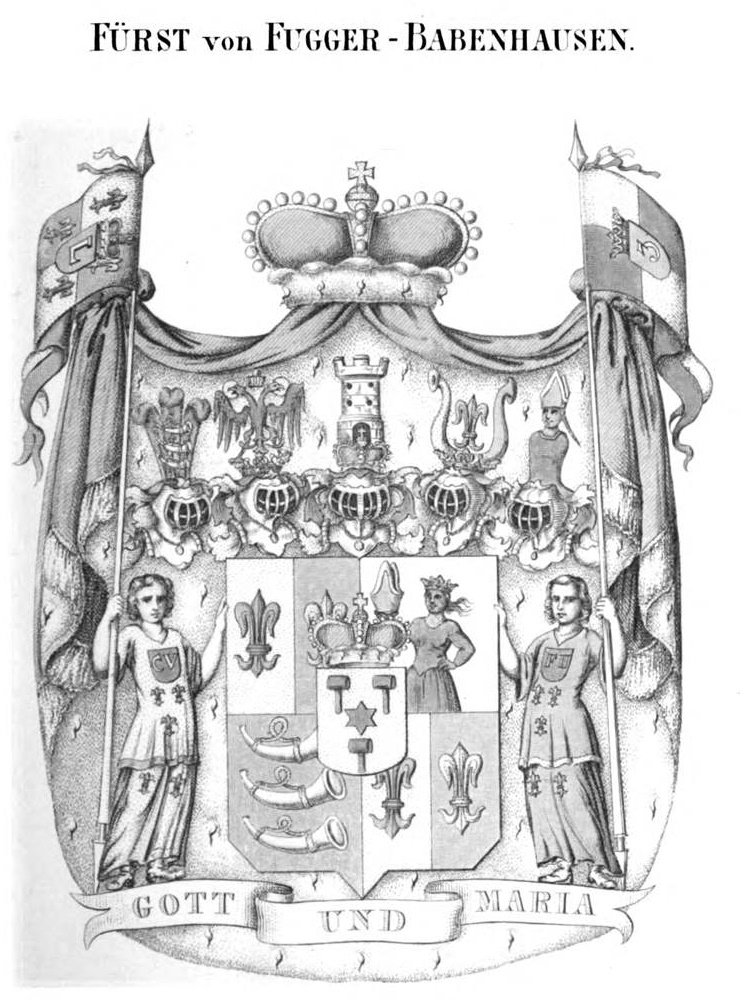
Familienwappen

Friedrich Carl Georg Maria, 7. Fürst Fugger von Babenhausen (* 26. November 1914 in Potsdam, Brandenburg; † 22. Dezember 1979 auf Schloss Wellenburg, Augsburg) war 1934 bis 1979 Chef des Hauses Fugger-Babenhausen.

## Leben
Er war der Sohn des Fürsten Georg Fugger von Babenhausen (1889–1934) und der Gräfin Elisabeth von Plessen (1891–1976) sowie ein Neffe des Generalmajors der Luftwaffe Leopold Graf Fugger von Babenhausen.
1934 erbte er nach dem Tod seines Vaters den Fugger-Babenhausener Fideikommiss und, zumindest der Familientradition nach, den Erstgeburtstitel Fürst. Er war bis zu seinem Tod 1979 Herr auf Babenhausen und Wellenburg. 
Friedrich Carl Fugger von Babenhausen ließ die im Zweiten Weltkrieg teilweise zerstörten Fuggerhäuser in Augsburg wieder aufbauen. Architekt war Raimund von Doblhoff.
Er gründete 1954 die Fürst Fugger Privatbank durch die Übernahme des Bankhauses Friedl & Dumler, so dass die Familie Fugger-Babenhausen ihre Bankgeschäfte nun wieder über eine eigene Institution führen konnte.

## Ehe und Nachkommen
Friedrich Carl Fugger von Babenhausen heiratete 1942 Gunilla Gräfin Bielke (1919–2015). Das Paar hatte fünf Kinder:
- Carl-Anton Fugger-Babenhausen de Polignac
- Hubertus Fugger, 8. Fürst Fugger von Babenhausen
- Markus Fugger von Babenhausen
- Johannes Fugger von Babenhausen
- Tatiana Fugger von Babenhausen